# SMCO1
SMCO1 (англ. Single-pass membrane protein with coiled-coil domains 1) – білок, який кодується однойменним геном, розташованим у людей на 3-й хромосомі. Довжина поліпептидного ланцюга білка становить 214 амінокислот, а молекулярна маса — 24 598.
| 10         |  | 20         |  | 30         |  | 40         |  | 50         |
| ---------- |  | ---------- |  | ---------- |  | ---------- |  | ---------- |
| MNNETTTLIS |  | LKEAMKRVDH |  | KLQALETQFK |  | ELDFTKDNLM |  | QKFEHHSKAL |
| ASQAAQDEMW |  | TAVRALQLTS |  | MELNILYSYV |  | IEVLICLHTR |  | VLEKLPDLVR |
| GLPTLASVLR |  | RKVKNKRVRV |  | VWESILEECG |  | LQEGDITALC |  | TFFIARGNKA |
| EHYTAKVRQM |  | YIRDVTFLIT |  | NMVKNQALQD |  | SLLRAVQVIE |  | KGKAVRTPEK |
| QKSSLEELIP |  | SVKN       |  |            |  |            |  |            |

A: Аланін

C: Цистеїн

D: Аспарагінова кислота

E: Глутамінова кислота

F: Фенілаланін

G: Гліцин

H: Гістидин

I: Ізолейцин

K: Лізин

L: Лейцин

M: Метіонін

N: Аспарагін

P: Пролін

Q: Глутамін

R: Аргінін

S: Серин

T: Треонін

V: Валін

W: Триптофан

Локалізований у мембрані.